# Unterseeboot UB-91
Pour les autres navires du même nom, voir Unterseeboot 91.
L'Unterseeboot UB-91 est un sous-marin (U-Boot) allemand de type UB III utilisé par la Kaiserliche Marine pendant la Première Guerre mondiale. Il est mis en service dans la marine impériale allemande le 11 avril 1918.
Le 4 octobre 1918, l'UB-91 coule le Hirano Maru, tuant entre autres le sous-directeur de la Yokohama Specie Bank, S. Ujie, sa femme et ses trois fils, ainsi que l’employé de banque Takashi Aoki et sa femme Sueko,.

## Conception
Comme tous les sous-marins de type UB III, l'UB-91 avait un déplacement de 510 tonnes en surface et de 640 tonnes en immersion. Ses moteurs lui permettaient de naviguer à 13 nœuds (24 km/h) en surface et à 7,4 nœuds (13,7 km/h) en immersion. Il avait une autonomie de 7120 milles marins (13190 km) à sa vitesse de croisière. L'UB-91 transportait 10 torpilles et était armé d’un canon de pont de 10,5 cm. L'UB-91 avait un équipage pouvant compter jusqu’à 3 officiers et 31 hommes.

## Historique des services
L'UB-91 a été construit par AG Vulcan à Hambourg. Après un peu moins d’un an de construction, il a été lancé à Hambourg le 6 mars 1918. Il a été mis en service plus tard la même année.
L'UB-91 s’est rendu à la Grande-Bretagne le 21 novembre 1918 à Harwich. Il a visité les ports du sud du Pays de Galles de Cardiff, Newport, Swansea, Port Talbot et a été remorqué jusqu’au quai de Pembroke, avant d’être démoli à Briton Ferry en 1921. Le roi George V a offert son canon de pont à la ville de Chepstow en reconnaissance de la bravoure de William Charles Williams (RN, VC) à Gallipoli en 1915. Le canon fait partie du Chepstow War Memorial,.

## Affectations
- IIe flottille : du 27 juin au 11 novembre 1918[9]

## Commandants
- Kapitänleutnant Wolf Hans Hertwig[10] : du 11 avril au 11 novembre 1918

## Navires coulés
| Date              | Nom         | Nationalité    | Tonnage | Destin. |
| ----------------- | ----------- | -------------- | ------- | ------- |
| 25 septembre 1918 | Hebburn     | United Kingdom | 1938    | Coulé   |
| 26 septembre 1918 | USCGC Tampa | United States  | 1181    | Coulé   |
| 28 septembre 1918 | Baldersby   | United Kingdom | 3613    | Coulé   |
| 4 octobre 1918    | Hirano Maru | Japon          | 7936    | Coulé   |